# Дом Шапара
Дом Шапара (укр. Будинок Шапара) — двухэтажное каменное здание находящееся в городе Харьков на улице Конторской, 26. Здание построено в 1907 году в стиле модерн по проекту архитектора Валентина Фельдмана.
Вид дома формируют боковые части здания выполненные в виде башен и металлический купол. Вокруг дома установлена кованная изгородь. Внутри дома сохранилась деревянные перила и двери.

## История

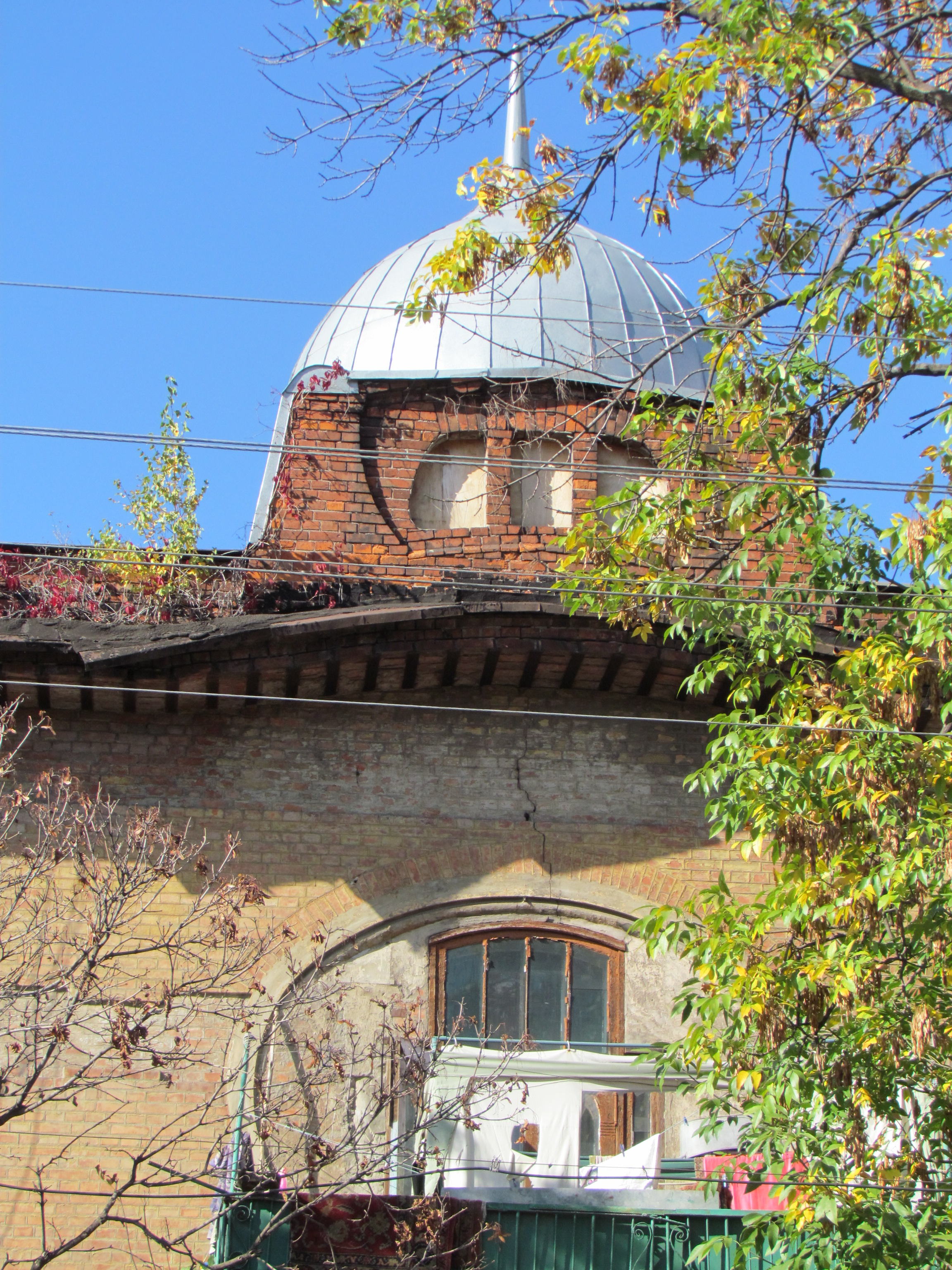
Купол здания (2012 год)

Первоначально участок под современным зданием под домом № 26 по Конторской улице принадлежал прапорщику Григорию Топчиеву, который выстроил торговую баню. В 1778 году был построен деревянный дом, несколько флигелей и отдельное здание кухни. Спустя 25 лет наследники Топчива продали данный участок мещанину Дмитрию Степановичу Шатунову. Шатунов разрушил старые помещения и выстроил двухэтажный каменный дом и каменные службы, а во двора — амбар и конюшню.
Первоначально, здание нумеровалась под № 20 и 22. В начале 1880-х здание получило № 24, а в 1883 году получило свой нынешний № 26.
После смерти Дмитрия Шатунова, в 1879 году, участок унаследовала его супруга Анна Дмитриевна Шатунова. Позже, владельцами являлись её дочери Надежда и Наталья. В 1901 году владельцем зданий являлся поручик Иван Павлович Харинский. Вплоть до продажи дома в 1902 году, сдавали часть помещений дома в аренду. Новым владельцем стал купец Иван Федосеевич Романенко, который снёс часть строений и выстроил современный доходный дом из 8 квартир в 1907 году. Архитектором здания являлся Валентин Фельдман.
Около 1913 года владельцем дома становится промышленник Борис Владимирович Шапара. Весной 1919 года пришедшие к власти большевики национализировали данный дом, а Шапара эмигрировал в Бельгию. В 1920-е годы здание принадлежало «Украинрадио» и входило в жилищный кооператив № 32.
В настоящее время здание разделено на коммунальные квартиры. В подвале дома действует швейных цех.